# 浦瀬太郎
浦瀬 太郎（うらせ たろう）は、日本の工学者。東京工科大学教授。専門は、環境衛生工学、上下水道学、水処理。博士（工学）。

## 人物・経歴
1990年に東京大学工学部を卒業し、東京大学大学院工学系研究科都市工学専攻修士課程に進学する。1995年に同大学大学院工学系研究科都市工学専攻博士課程修了後、同工学系研究科助手となる。また、1992年から1995年の間、日本学術振興会特別研究員を務めた。1997年に東京大学環境安全研究センター助教授、東京大学工学系研究科都市工学専攻大学院非常勤講師に就任した。1999年に東京工業大学工学部土木工学科助教授、2000年に同大学大学院理工学研究科土木工学専攻助教授を経て、2008年に東京工科大学応用生物学部教授に就任。

## 略歴
- 洛星高等学校卒業（29期）
- 1990年 東京大学工学部都市工学科卒業
- 1995年 東京大学大学院工学系研究科都市工学専攻博士課程修了。東京大学 博士（工学） 論文の題は「膜分離プロセスでのウイルス除去性能に関する研究」[2]。東京大学工学系研究科助手
- 1997年 東京大学環境安全研究センター助教授。東京大学工学系研究科都市工学専攻大学院非常勤講師
- 1999年 東京工業大学工学部土木工学科助教授
- 2000年 東京工業大学大学院理工学研究科土木工学専攻助教授
- 2008年 東京工科大学応用生物学部教授

## 受賞歴
- 1995年 第31回環境工学研究フォーラム奨励賞
- 1998年 第53回土木学会全国大会優秀講演者
- 2006年 第42回環境工学研究フォーラム奨励賞
- 2007年 クリタ水・環境科学研究優秀賞

## 著書
主な著書は次の通りである。

### 単著
- 『新・東海道 水の旅』〈岩波ジュニア新書〉岩波書店、2015年5月、ISBN 978-4005008063
- 『公害防止管理者［水質関係］完全合格教本』新星出版社、2014年1月、ISBN 978-4405048287
- 『明解水質環境学』プレアデス出版、2011年、ISBN 978-4-903814-41-4

### 共著
- 吉田 邦夫監修『環境大事典』工業調査会、1998年12月、ISBN 978-4769370673
- 土木学会土木教育委員会倫理教育小委員会編『土木技術者の倫理-事例分析を中心として』土木学会、2003年6月、ISBN 978-4810604498
- 造水技術ハンドブック編集企画委員会編『造水技術ハンドブック2004』造水促進センター、2004年11月
- 土木学会教育企画・人材育成委員会倫理教育小委員会編『技術は人なり―プロフェッショナルと技術者倫理』土木学会、2005年10月、ISBN 978-4810605303